# Spilosoma multiguttata
Spilosoma multiguttata är en fjärilsart som beskrevs av Walker 1855. Spilosoma multiguttata ingår i släktet Spilosoma och familjen björnspinnare. Inga underarter finns listade i Catalogue of Life.